# Portland Trail Blazers 2011-2012
La stagione 2011-12 dei Portland Trail Blazers fu la 42ª nella NBA per la franchigia.
I Portland Trail Blazers arrivarono quarti nella Northwest Division della Western Conference con un record di 28-38, non qualificandosi per i play-off.

## Roster
| N° | Naz.                   | Ruolo | Sportivo          | Anno | Alt. | Peso |
| -- | ---------------------- | ----- | ----------------- | ---- | ---- | ---- |
| 1  | Stati Uniti (bandiera) | G     | Armon Johnson     | 1989 | 191  | 88   |
| 2  | Stati Uniti (bandiera) | G     | Wesley Matthews   | 1986 | 196  | 100  |
| 3  | Stati Uniti (bandiera) | G     | Jonny Flynn       | 1989 | 183  | 84   |
| 3  | Stati Uniti (bandiera) | A     | Gerald Wallace    | 1982 | 201  | 98   |
| 4  | Stati Uniti (bandiera) | G     | Nolan Smith       | 1988 | 188  | 84   |
| 5  | Stati Uniti (bandiera) | G     | Raymond Felton    | 1984 | 185  | 90   |
| 8  | Stati Uniti (bandiera) | A     | Luke Babbitt      | 1989 | 206  | 102  |
| 9  | Stati Uniti (bandiera) | G     | Elliot Williams   | 1989 | 196  | 82   |
| 10 | Stati Uniti (bandiera) | C     | Joel Przybilla    | 1979 | 216  | 116  |
| 11 | Stati Uniti (bandiera) | G     | Jamal Crawford    | 1980 | 198  | 84   |
| 12 | Stati Uniti (bandiera) | A     | LaMarcus Aldridge | 1985 | 211  | 109  |
| 17 | Stati Uniti (bandiera) | C     | Chris Johnson     | 1985 | 211  | 95   |
| 21 | Stati Uniti (bandiera) | A     | J.J. Hickson      | 1988 | 206  | 110  |
| 23 | Stati Uniti (bandiera) | AC    | Marcus Camby      | 1974 | 211  | 100  |
| 34 | Tanzania (bandiera)    | C     | Hasheem Thabeet   | 1987 | 221  | 119  |
| 40 | Stati Uniti (bandiera) | A     | Kurt Thomas       | 1972 | 206  | 104  |
| 83 | Stati Uniti (bandiera) | A     | Craig Smith       | 1983 | 201  | 113  |
| 88 | Francia (bandiera)     | A     | Nicolas Batum     | 1988 | 203  | 91   |

## Staff tecnico
Allenatori: Nate McMillan (20-23) (fino al 15 marzo), Kaleb Canales (8-15)

Vice-allenatori: Bernie Bickerstaff, Bob Ociepka, Buck Williams, Kaleb Canales (fino al 15 marzo)

Vice-allenatori per lo sviluppo dei giocatori: Hersey Hawkins, Dan Dickau

Preparatore fisico: Bob Medina

Preparatore atletico: Jay Jensen

Assistente preparatore: Geoff Clark